# 赫布·布魯克斯體育館
44°17′00″N 073°59′08″W / 44.28333°N 73.98556°W
赫布·布魯克斯體育館（Herb Brooks Arena）是一座位於紐約州普莱西德湖村的綜合體育館。這個場地以及美國滑冰場是為1980年冬季奧林匹克運動會建造的。也是2023年冬季世界大學運動會主场馆。

## 外部連結
维基共享资源上的相關多媒體資源：赫布·布魯克斯體育館
- 官方网站, hosted by the New York State Olympic Regional Development Authority